# Charonia lampas
Charonia lampas là một loài ốc biển săn mồi, là động vật thân mềm chân bụng sống ở biển trong họ Charoniidae.

## Miêu tả
Chiều dài tối đa của vỏ ốc được ghi nhận là 390 mm.

## Môi trường sống
Độ sâu tối thiểu được ghi nhận là 8 m. Độ sâu tối đa được ghi nhận là 50 m.

## Hình ảnh

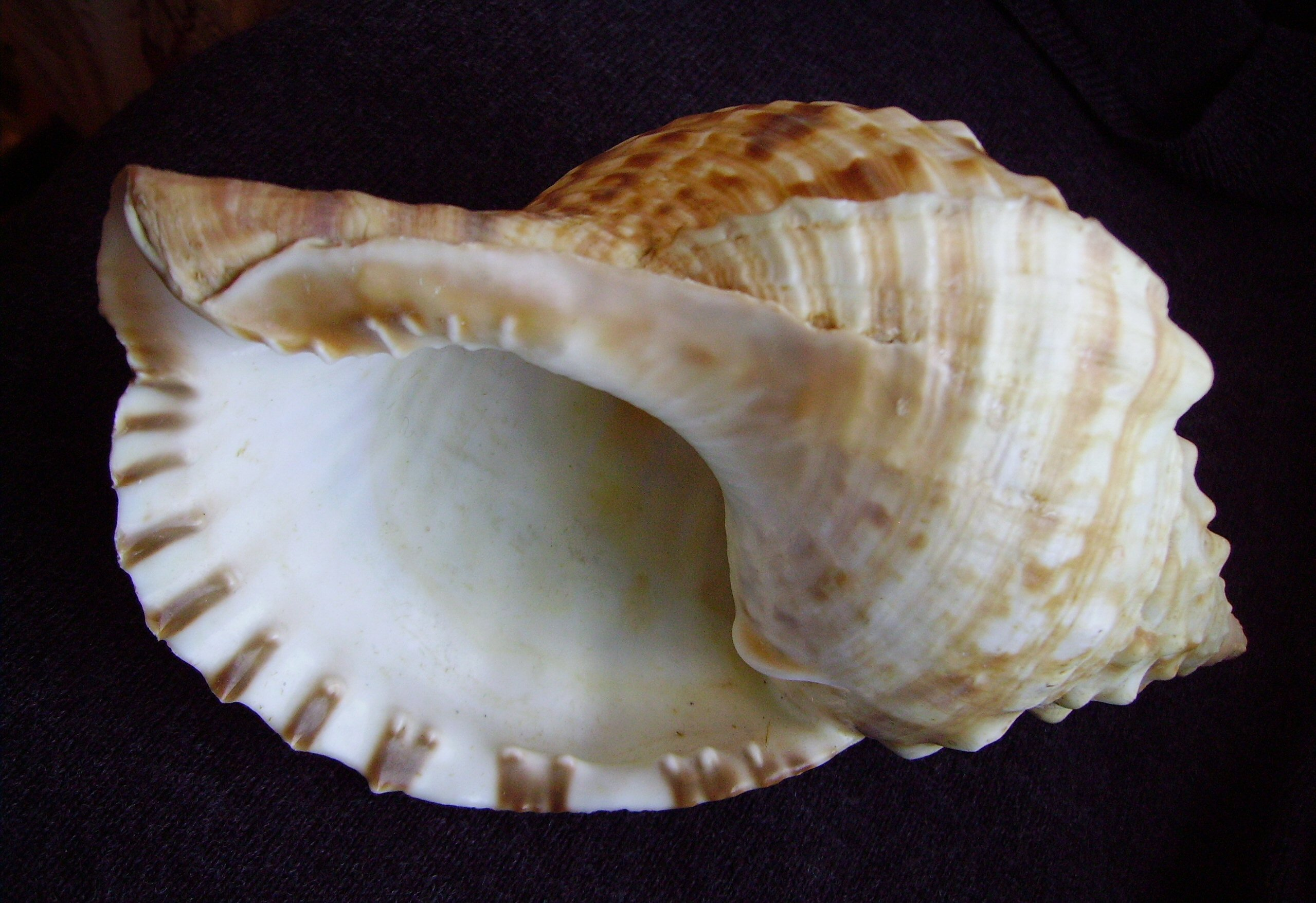
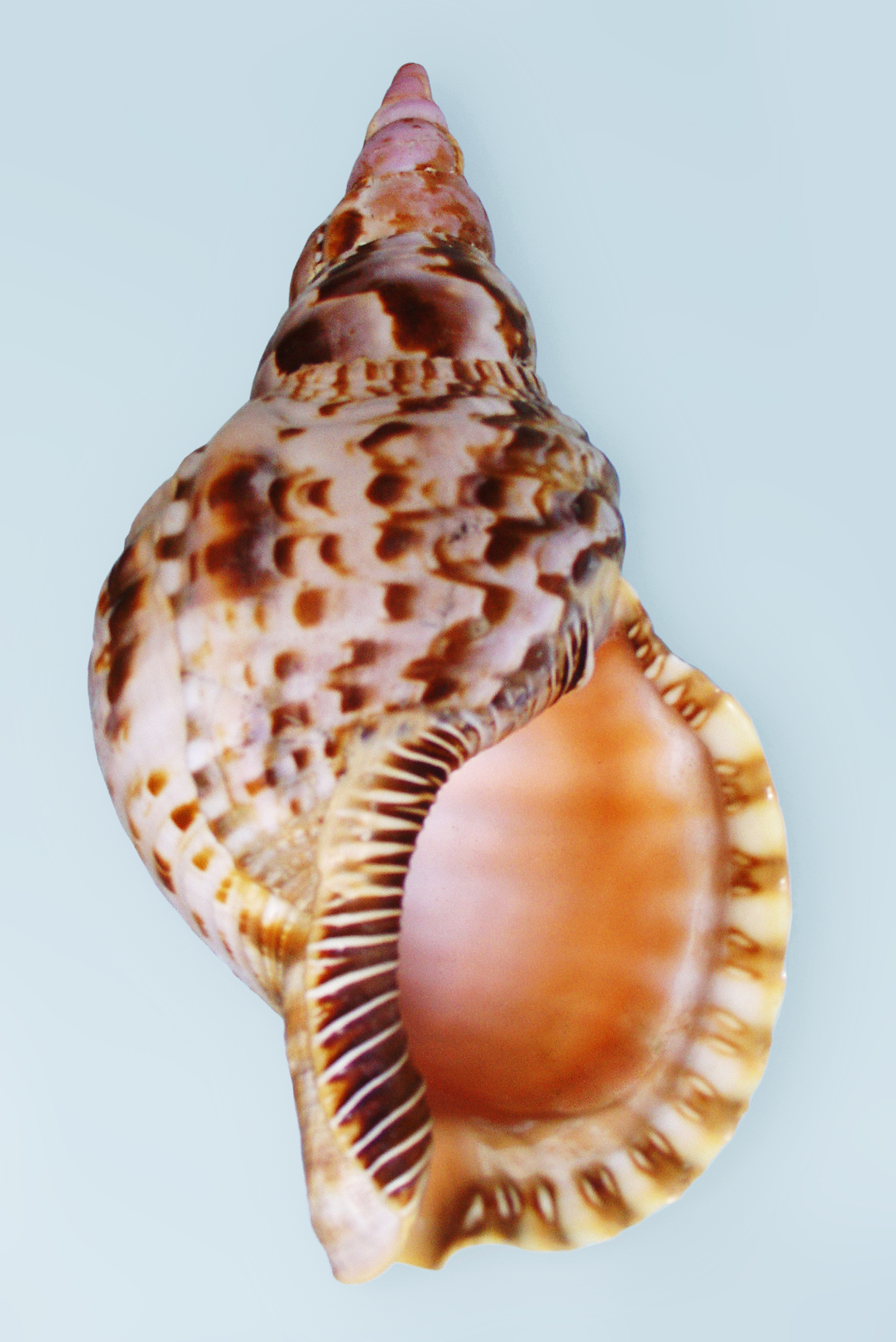
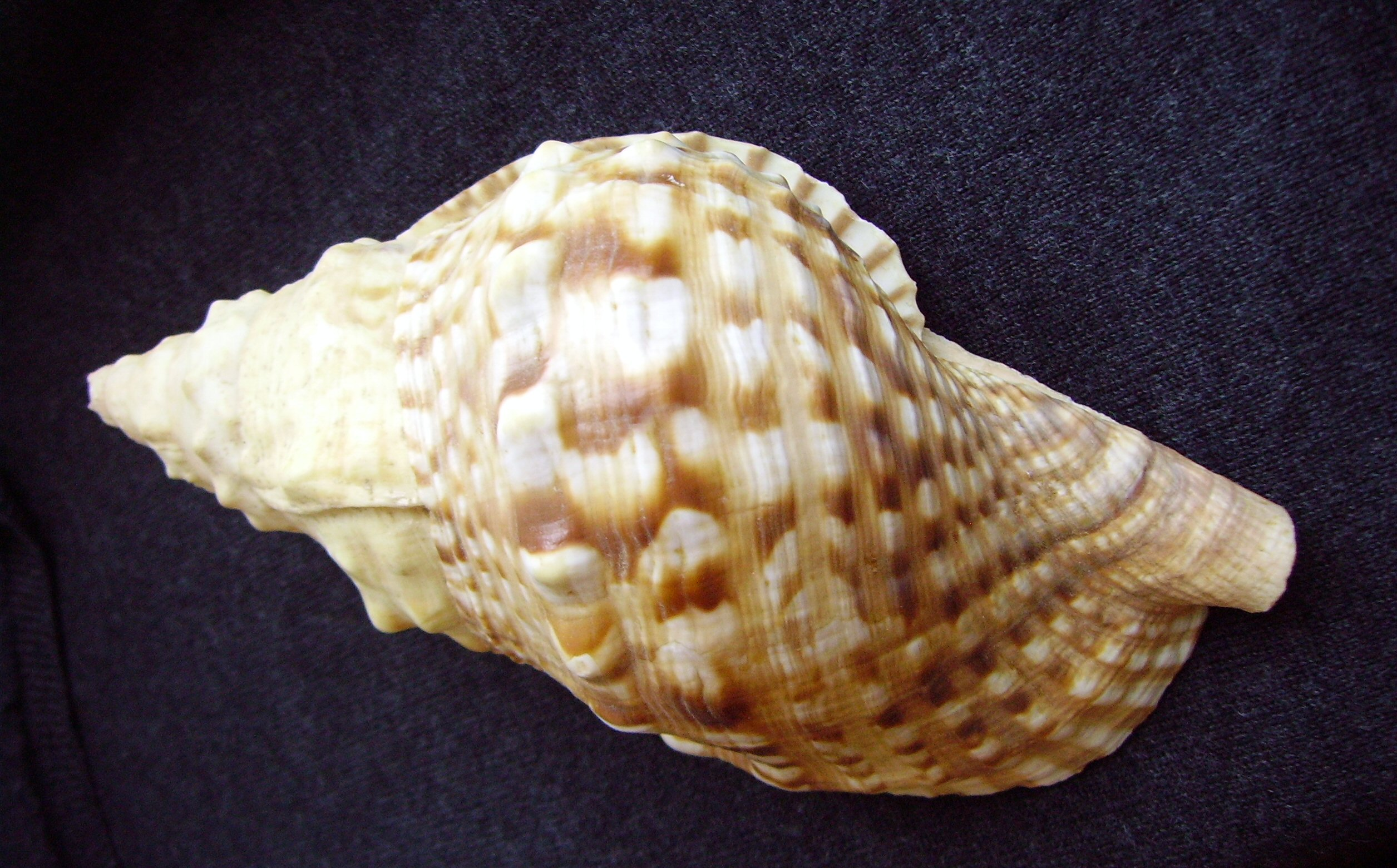
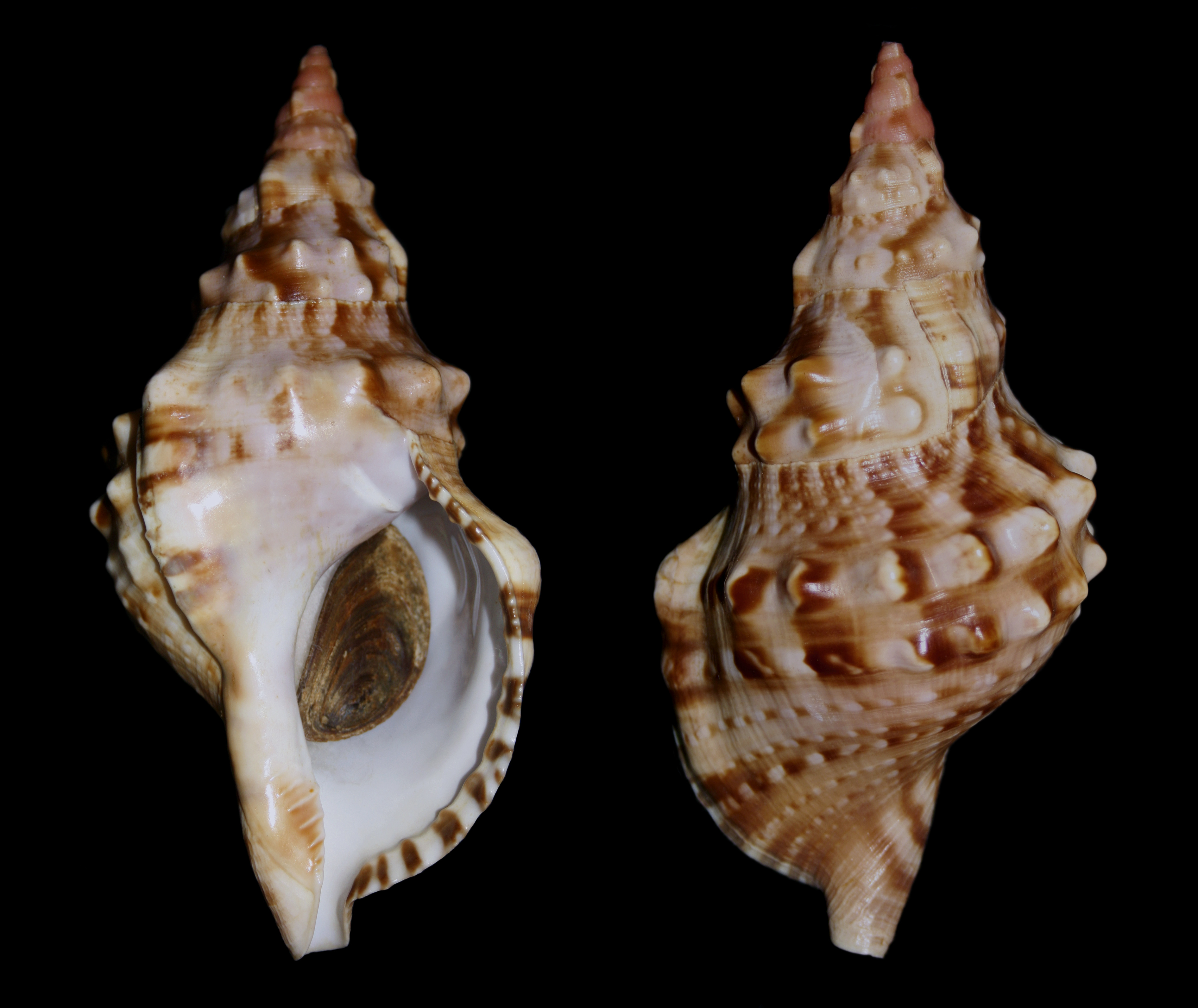